# 아피제닌
아피제닌(Apigenin, 4′,5,7-trihydroxyflavone)은 수많은 식물에서 볼 수 있는, 여러 자연 글리코사이드의 아글리콘인 플라본계에 속하는 천연물이다. 양털을 염색하기 위해 사용되는 노란 고체이다.

## 자연에서의 원천
아피제닌은 수많은 식물과 과일에서 볼 수 있으나 파슬리, 셀러리, 셀러리악, 캐모마일차에서 가장 흔히 발견되는 원천이다. 아피제닌은 특히 캐모마일 식물의 꽃에 많이 들어있으며 전체 플라보노이드 중 68%를 구성한다.